# Медведево (Челябинская область)
Медве́дево — село в восточной части Чебаркульского района Челябинской области. Относится к Тимирязевскому сельскому поселению.
Рельеф — полуравнина (Зауральский пенеплен), высоты — около 300 м над уровнем моря. Ландшафт — лесостепь.
Село расположено в 2 км от автодороги М5 «Урал» и в 2 км от железнодорожной транссибирской магистрали. Ближайшая станция — Бишкиль — до 1895 года называлась Медведево.
В пределах населённого пункта имеется лесное хозяйство, фермы, два святых источника с купальнями и православный храм в честь святителей Московских (строился с 1883, освящён и открыт в 1893, закрыт в 1934, действовал в 1947—1962, третий раз открыт в 2000).
Через Медведево протекает река Бишкиль (Бишки́лька) — правый приток Миасса. Западная часть села тянется на полтора километра вдоль низкого левого берега на север, вплотную примыкая к станционному посёлку Бишкиль, восточная часть компактно расположена на возвышенности на правом берегу.

## История
Основано в 1784 году казаком Медведевым как хутор на отводных землях Челябинской крепости на реке Бишкиль. Административно относилось к станице Травниковской Троицкого уезда Оренбургской губернии.
Во второй половине XIX века у села Медведево открыт ряд месторождений золота. В 1897 году на Мариинском прииске, недалеко от села Медведево, работала подпольная типография под руководством Н. Кудрина. Мариинский прииск и Игрицкий рудник принадлежали Владимиру Корниловичу Покровскому — предпринимателю и меценату, строившему школы, больницы и Народный дом в Челябинске. В. Покровскому принадлежали не только золотые прииски, но и винокуренные заводы, дома, земли свыше 1500 гектаров. Помимо этого он занимал выборные должности: мирового судьи, городского головы и гласного городской Думы.
В 1926—1935 — центр Медведевского района, который до 1930 входил в состав Златоустовского округа Уральской области. В состав района входили следующие сельские советы: Архангельский, Запиваловский, Каратановский, Медведевский, Травниковский и Шахматовский. Позднее в состав района вошли Камбулатовский и Верхне-Карасинский сельсоветы.

## Население
| 2002 | 2010 |
| ---- | ---- |
| 624  | ↗698 |

Население 698 человек (2010).
В 1795 — 64 жителя (9 дворов),
в 1826 — 117 мужчин (42 двора),
в 1873 — 588 жителей (97 дворов),
в 1889 — 697 (131 двор),
в 1926 — 1300 (319 дворов),
в 1970 — 906,
в 1983 — 637,
в 1995 — 653.
Проживают русские, башкиры.

## Религия
Православные храмы
- Церковь Трех Святителей Московских

## Известные уроженцы
Гусев Геннадий Петрович (род. 1947) — советский и российский балетмейстер, педагог. Хореограф Государственного ансамбля песни и пляски «Марий Эл» (1972—1993). Профессор Московского государственного университета культуры и искусств (с 2005). Заслуженный деятель искусств РСФСР (1990). Заслуженный деятель искусств Марийской АССР (1980).